# روور لایت سیکس

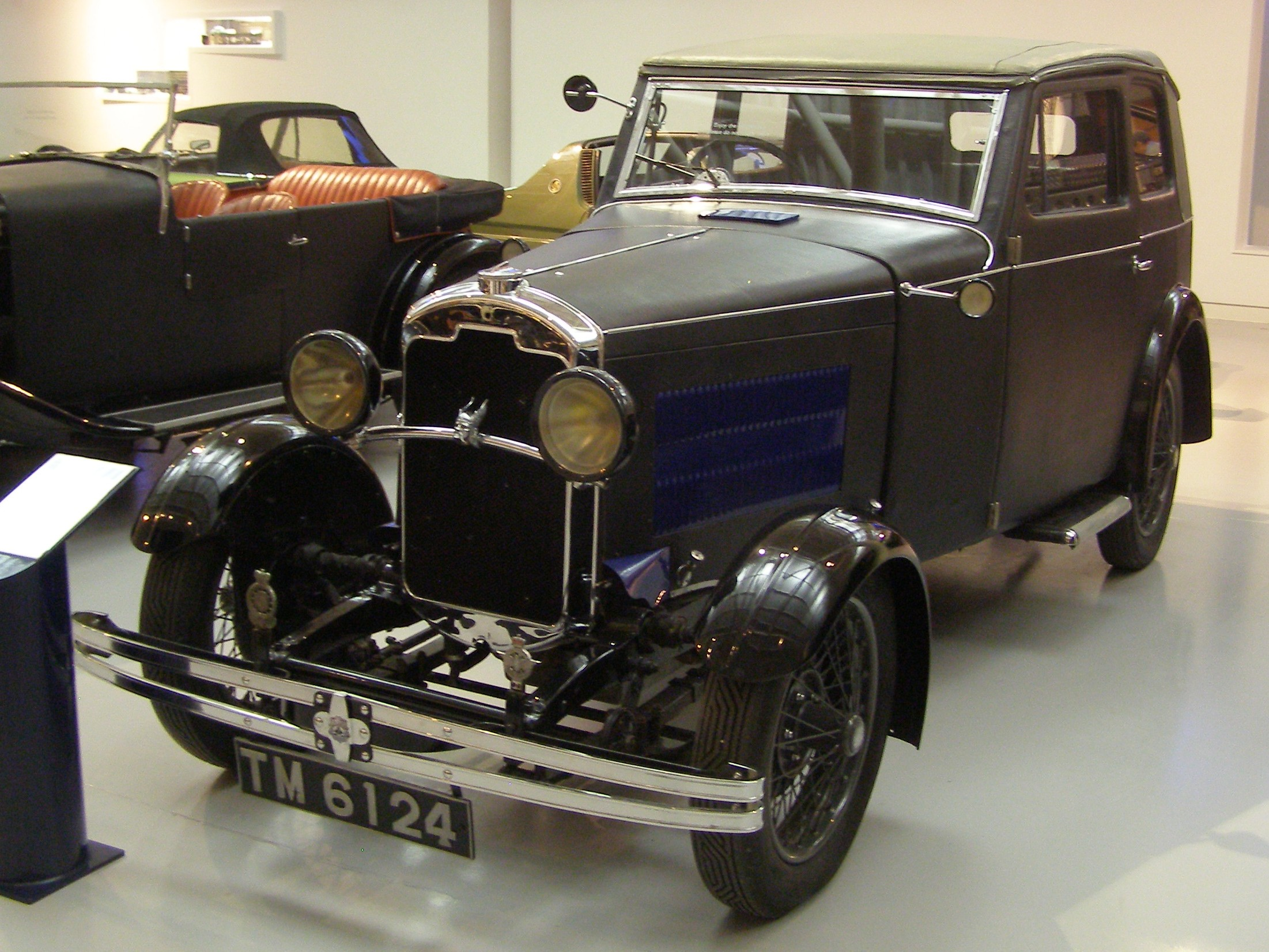

روور لایت سیکس (Rover Light Six) خودرویی است که در سال‌های ۱۹۲۷ تا ۱۹۳۲ تولید شده‌است.
این خودرو در کلاس خودرو سایز متوسط قرار گرفته‌است.
موتور آن ۲۰۲۳ سی‌سی سیستم جعبه‌دندهٔ آن به صورت دستی است.